# Felix Mandre
Felix Mandre (* 7. Mai 1928 in Misso, Estland; † 1. Juni 2014) war ein estnischer Dirigent und Pianist.

## Leben und Musik
Felix Mandre wurde im äußersten Süden Estlands als Felix Kurt Eduard Madsen geboren. Er war das vierte Kind eines dänischstämmigen Vaters und einer polnischen Mutter aus Riga. In den 1930er Jahren zog die Familie in den Tallinner Stadtteil Kadriorg und nahm einen estnisierten Familiennamen an.
Mandre begann 1939 im Alter von elf Jahren in Tallinn mit dem Klavierunterricht. 1953 schloss er sein Studium bei Els Aarne und Villem Kapp in Tallinn ab.
Seit 1945 war Felix Mandre als Pianist in Estland tätig. Großen Erfolg erzielte er im Orchester Mikid (auch Mickeys), das sich später in Rütm umbenannte. Mandre wurde einer der bekanntesten Unterhaltungsmusiker Estland. Er trat häufig im estnischen und sowjetischen Radio und Fernsehen auf.